# 찬도방론맥결집성
《찬도방론맥결집성》(纂圖方論脈訣集成)은 조선 시대의 의학 서적이다. 허준이 선조의 명으로 중국 《찬도맥결》의 오류를 바로잡아 펴낸 책이다. 

## 개요
허준이 선조의 명에 의해 중국 「찬도맥결」의 오류를 바로잡아 펴낸 책이다. 이유는 초보자의 진맥학 학습서로는 뛰어나지만 책 자체의 모순 등 여러 문제점이 계속 지적되어 왔기 때문이다. 허준은 맥의 중요성을 나라의 기강에 비유하면서 나라의 기강이 무너지면 나라가 망하는 것처럼 사람의 맥이 무너지면 사람의 목숨도 잃게 된다고 하여 진맥의 중요성을 강조하였다.